# Sterrastrolepis brasiliensis
Sterrastrolepis brasiliensis är en svampdjursart som beskrevs av Volkmer och Rosa Barbosa 1978. Sterrastrolepis brasiliensis ingår i släktet Sterrastrolepis och familjen Potamolepiidae.
Artens utbredningsområde är havet utanför Brasilien. Inga underarter finns listade i Catalogue of Life.